# Alda Borelli
Pour les articles homonymes, voir Borelli.

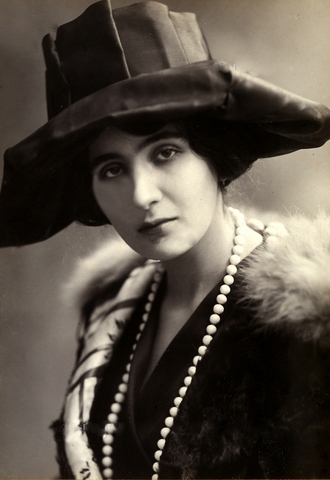
Alda Borelli en 1922.

Alda Borelli (née à Cava de' Tirreni le 4 novembre 1879 et morte à Milan le 25 mai 1964) est une actrice de théâtre et de cinéma italienne. Sœur de Lyda Borelli, elle a été active pendant la période du cinéma muet mais est essentiellement connue pour son activité théâtrale.
En 1922, elle interprète Beatrice dans une traduction italienne de The Cenci de Percy Bysshe Shelley.

## Biographie
Fille d'artiste, Alda Borelli est née en 1879 à Cava de' Tirreni dans la province de Salerne où ses parents étaient acteurs. Son père Napoléon, avocat, appartenait à une ancienne famille de Reggio d'Émilie ; volontaire de Garibaldi, il avait abandonné la profession pour la scène. Sa mère, Cesira Banti, également actrice de théâtre, était la fille du major Banti, qui est mort à Bologne le 8 août 1848 dans le parc de la Montagnola qui a été le théâtre des soulèvements pour l'indépendance.
En 1898, Borelli, après avoir fréquenté la Scuola magistrale de Bologne, entre dans la formation de Pia Marti Maggi et fait ses débuts sur scène à l'âge de treize ans.
Interprète typique de la comédie bourgeoise, mais aussi de la dramaturgie d'avant-garde de l'époque comme les œuvres de Eugene O'Neill et Pier Maria Rosso di San Secondo (it) entre autres, elle devient l'épouse de l'acteur Alfredo De Sanctis (it) duquel elle se sépare en 1915.
Elle a joué, entre autres, avec Lucio Ridenti, Enzo Biliotti, Tullio Carminati, Cesare Polacco (it), Ruggero Ruggeri, Carlo Tamberlani et Virgilio Talli. Son répertoire comprend surtout les drames théâtraux des principaux auteurs de son temps, Giuseppe Giacosa, Gabriele D'Annunzio (Il ferro et  Parisina) et Luigi Pirandello (Il ferro, La vita che ti diedi et Vestire gli gnudi (Vêtir ceux qui sont nus)).

## Carrière
En particulier, l'interprétation charismatique proposée à Parisina presenté au Teatro Argentina à Rome, le 16 décembre 1921), aux côtés de Ruggero Ruggeri et sous la direction de Virgilio Talli, a été particulièrement bien accueillie par la critique et le public. Une faveur qui s'est traduite par la réplique au Théâtre lyrique de Milan et par la tournée qui a suivi en février de l'année suivante. Les principaux critiques dont Silvio D'Amico dans L'Idea Nazionale (it) (17 décembre 1921) et Renato Simoni dans Corriere della Sera (15 février 1922), ont exprimé leurs louanges.
Alda Borelli était alors à la tête d'une célèbre compagnie de comportant de nombreux talents, comme Gino Cervi et Vittorio Gassman, qui a fait ses débuts avec elle à l'âge de vingt ans en 1942 à Milan dans La nemica di Dario Niccodemi, avant de s'installer à Rome pour travailler avec Tino Carraro et Ernesto Calindri.
Alda Borelli se retire de la scène pour la première fois en 1929, alors qu'elle atteint la cinquantaine, revient en 1942, précisément avec  Vittorio Gassman au début de sa carrière puis se retire à nouveau de la scène pendant dix ans et fait un nouveau retour dans La vergine folle de Henry Bataille, L'ombra, de Niccodemi, I mostri sacri de Jean Cocteau, La porta chiusa de  Marco Praga (it).
Alda Borelli est morte à Milan le 25 mai 1964 à l'âge de 84 ans.

## Filmographie
Cinéma muet
- 1913 : L'eredità di Gabriella
- 1914 :  Rinunzia
- 1916 :  Vertici ed abissi
- 1916 : Il destino
- 1916 : L'Enfant de l'amour
- 1916 : Tormento gentile
- 1924 :  La vergine folle